# Jintasaurus meniscus
Il jintasauro (Jintasaurus meniscus) è un dinosauro erbivoro appartenente agli ornitopodi. Visse nel Cretaceo inferiore (circa 120 milioni di anni fa) e i suoi resti sono stati ritrovati in Cina (Gansu). È considerato un possibile antenato dei dinosauri a becco d'anatra.

## Descrizione
Questo dinosauro è noto solo attraverso il fossile di un cranio parziale, di cui si conosce la parte posteriore. Il cranio era caratterizzato da un processo paroccipitale estremamente lungo, che si proiettava ben oltre la parte inferiore del condilo occipitale. Probabilmente Jintasaurus era un erbivoro semibipede dalla corporatura relativamente robusta, lungo forse sei metri circa.

## Classificazione
Jintasaurus, descritto nel 2009, è considerato un rappresentante degli adrosauroidi, un gruppo di ornitopodi evoluti che nel corso del Cretaceo si specializzarono nella forma del cranio, dando vita al gruppo degli adrosauri, o dinosauri a becco d'anatra. Jintasaurus, in particolare, è considerato più evoluto degli altri adrosauroidi del Cretaceo inferiore e anche di alcuni adrosauroidi del Cretaceo superiore, come Protohadros. Gli scopritori di Jintasaurus ritengono che i fossili di questo animale possano essere una prova dell'origine asiatica degli adrosauroidi.